# Страсти по Лейбовицу
«Страсти по Лейбовицу» (англ. A Canticle for Leibowitz — «Кантикум по Лейбовицу», также название переводилось как Песнь для Лейбовица, Гимн по Лейбовитцу и Гимн Лейбовичу) — научно-фантастический постапокалиптический роман Уолтера Миллера-младшего, впервые полностью опубликованный в 1960 году. Действие романа разворачивается преимущественно в католическом монастыре в пустыне на юго-западе США после разрушительной ядерной войны, на протяжении более чем тысячи лет, в течение которых цивилизация постепенно восстанавливается. Монахи из вымышленного Альбертианского ордена Лейбовица взяли на себя миссию по сохранению уцелевших остатков научного знания человека до того дня, когда внешний мир снова будет готов их принять.
Роман основан на трёх ранних рассказах, публиковавшихся изначально в журнале Fantasy & Science Fiction. Это единственный роман Миллера, опубликованный при его жизни. Он стал одним из классических романов для научной фантастики, выдержав более 25 переизданий на английском. В 1961 году книга была отмечена премией Хьюго как лучший роман года.

## История создания
Уолтер Миллер был плодовитым писателем научно-фантастических рассказов, опубликовав к 1955 году более 30 рассказов в таких журналах, как Astounding Science Fiction, Amazing Stories и Fantastic Adventures. В этих рассказах автор часто касался темы утери научных знаний, технического регресса, сохранения знаний при помощи устных пересказов и переписывания священнослужителями. Эти тематические элементы в сочетании с развивающимся поджанром постапокалипсиса и собственного опыта Миллера, полученного во время Второй мировой войны, подготовили почву для рассказа, который в дальнейшем стал первой частью романа.
Во время Второй мировой войны Миллер служил в экипаже бомбардировщика, который участвовал в уничтожении древнего римско-католического монастыря в Монте-Кассино (Италия), основанном Бенедиктом Нурсийским в VI веке. Этот случай произвёл на него достаточное впечатление, чтобы десять лет спустя написать рассказ «Страсти по Лейбовицу» о монашеском ордене и разрушенном войной мире вокруг него. Рассказ, опубликованный в 1955 году в апрельском выпуске журнала Fantasy & Science Fiction, стал основой для первой части будущего романа. Хоть он не задумывался как часть серии, через год в августовском номере того же журнала вышло продолжение «And the Light is Risen», ставшее основой второй части романа, «Fiat Lux». Во время написания третьего рассказа, «The Last Canticle», который был опубликован в феврале следующего года, Миллер понял, что у него получился законченный роман.

## Публикации
Роман был впервые опубликован в твёрдой обложке издательством JB Lippincott & Ко в 1960 году, хотя копирайт в издании стоит за 1959 год, и уже в течение первого года было выпущено два переиздания. В 1961 году роман был удостоен премии Хьюго на конвенте Worldcon. После этого он многократно переиздавался как в мягкой, так и твёрдой обложке. Роман неоднократно включался в списки лучших произведений научной фантастики, в частности, три раза попадал в список лучших научно-фантастических романов всех времён по итогам опроса журнала Locus (одно 5-е и дважды 7-е место).
На русском языке книга впервые была издана в 1991 году в переводе И. Полоцка с иллюстрациями Яны Ашмариной. Перевод первого составляющего роман рассказа публиковался также отдельно.

## Сюжет

### Предыстория
Действие «Страстей по Лейбовицу» начинается через шесть столетий после произошедшей в XX веке всеобщей ядерной войны, известной как Огненный Потоп. В результате войны у большинства выжившего населения возникла стойкая неприязнь к высоким технологиям и их творцам, ведь это они привели к появлению ядерного оружия. Такая реакция народных масс получила название Упрощение, в результате почти все грамотные люди после войны были убиты неистовой толпой. Неграмотность стала практически всеобщей, книги массово уничтожались.
Исаак Эдвард Лейбовиц был инженером-электриком еврейского происхождения, который работал на Вооружённые силы США. Пережив войну, он стал католиком и основал монашеский орден, Альбертианский орден Лейбовица, целью которого было сохранение знаний, укрытие книг в надёжных местах, запоминание и копирование их. Аббатство ордена находилось в пустыне на юго-западе бывших США, недалеко от военной базы, где Лейбовиц работал до войны. В конечном счёте Лейбовиц был предан и принял мученическую смерть. Позже был причислен к лику блаженных и стал кандидатом в святые.
Спустя столетия после его смерти в монастыре по прежнему сохраняют «реликвии» — собрания сочинений, пережившие Огненный потоп и Упрощение. Монахи не теряют надежды, что они когда-то помогут будущим поколениям восстановить забытые знания.
Сюжет разбит на три части: «Fiat Homo», «Fiat Lux» и «Fiat Voluntas Tua», которые между собой разделяют промежутки примерно по шесть столетий.

## Основные темы

### Повторяемость и цикличность истории
Исследователи и критики отмечают тему цикличности истории в работах Уолтера Миллера, особенно в «Страстях по Лейбовицу». Дэвид Сид, рассматривая трактовки ядерной катастрофы в научной фантастике в своей книге «American Science Fiction and the Cold War: Literature and Film» (1992), пишет: «Уолтер Миллер оставил после себя роман „Страсти по Лейбовицу“, который показывает отдельно взятое повторяющееся место в истории длительностью во много веков». Дэвид Самуэльсон, докторская диссертация которого на тему «Страстей» за 1969 год наиболее полно рассматривает вопрос, заключает: «тема цикличности научно-технического прогресса и регресса… фундамент, на котором построен этот роман».

### Церковь против государства
Третья часть «Fiat Voluntas Tua», содержит дебаты между церковью будущего и государством в вопросе эвтаназии, тема которой оголяет большой конфликт между церковью и светским государством. Литературный критик Эдвард Дюшарм утверждал, что «повествование Миллера постоянно возвращается к конфликту между ищущими истину учёными и государственной властью».